# Margherita delle stelle
Margherita delle stelle è un film per la televisione italiano del 2024 diretto da Giulio Base, scritto da Monica Zapelli e liberamente ispirato al libro Nove vite come i gatti che narra la vita dell'astrofisica Margherita Hack (interpretata da Cristiana Capotondi), scritto dalla stessa scienziata insieme al giornalista Federico Taddia, edito da Rizzoli.

## Produzione
Le riprese del film sono state effettuate nella primavera del 2023 principalmente in Toscana, tra Firenze e Pistoia.

## Accoglienza
Il film è stato trasmesso in prima visione e in prima serata su Rai 1 il 5 marzo 2024, totalizzando 4 248 000 telespettatori pari al 23,1% di share.

### Critica
(Aldo Grasso, Corriere della Sera, 6 marzo 2024)